# UFC 102
UFC 102: Couture vs. Nogueira foi um evento artes marciais mistas promovido pelo Ultimate Fighting Championship, ocorrido em 29 de agosto de 2009 no Rose Garden em Portland, Oregon. A luta principal foi o combate entre Randy Couture e Antônio Rodrigo Nogueira.

## Background
Matt Hamill enfrentaria Brandon Vera, mas foi tirado do card por devido a uma lesão, em seu lugar foi posto Krzysztof Soszynski.
Wilson Gouveia originalmente enfrentaria James Irvin, mas devido a uma lesão, Irvin foi tirado do card, em seu lugar foi posto Ed Herman, logo depois Wilson Gouveia foi tirado do card também devido a uma lesão nas costa, Aaron Simpson o substituiu.
Matt Veach também foi removido do card devido a uma lesão, em seu lugar foi posto o brasileiro Marcus Aurélio.
Kyle Kingsbury enfrentaria Razak Al-Hassan, mas essa luta foi movida para UFC 104.

## Bônus da Noite
- Luta da Noite:  Randy Couture vs.  Antônio Rodrigo Nogueira
- Nocaute da Noite:  Nate Marquardt
- Finalização da Noite:  Jake Rosholt